# 11e étape du Tour de France 2012
Pour un article plus général, voir Tour de France 2012.
La 11e étape du Tour de France 2012 se déroule le jeudi 12 juillet 2012, part d'Albertville et arrive à Fontcouverte-la-Toussuire.

## Parcours
Il s'agit de l'étape reine des Alpes durant ce Tour. Bien que relativement courte (148 km), elle comporte quatre ascensions et relie Albertville à la station de La Toussuire, situés dans le département de la Savoie. Les coureurs, après 15 km de course, commencent à gravir le col de la Madeleine, classé hors catégorie (25,3 km à 6,2 %). Ils redescendent ensuite dans la vallée de la Maurienne pour arriver au ravitaillement à Saint-Étienne-de-Cuines et pour gravir le col de la Croix de Fer, aussi classé hors catégorie (22,4 km à 6,9 %). Le coureur passant en tête de ce col se voit décerner le souvenir Henri-Desgrange. Après une courte descente, les coureurs doivent gravir le col du Mollard, classé en 2e catégorie (5,7 km à 6,8 %) et finissent la descente à Saint-Jean-de-Maurienne. Une dernière ascension, classée en 1re catégorie (18 km à 6,1 %), les emmène à la station de ski de La Toussuire, où est jugée l'arrivée.

## Déroulement de la course
Une échappée de 28 coureurs se forme dès les premiers kilomètres de la course. Dans la montée du col de la Madeleine, le rythme du groupe est assuré par les coureurs de l'équipe Europcar, Christophe Kern, Davide Malacarne et Pierre Rolland. Peter Velits (Omega Pharma-Quick Step) franchit le sommet en première position. Le peloton passe 2 min 55 s plus tard.
Fredrik Kessiakoff (Astana) et Velits s'échappent dans la descente mais dès le début de l'ascension menant au col de la Croix de Fer, un regroupement de 22 coureurs s'opère à l'avant. Dans cette deuxième ascension, le rythme imposé par l'équipe Europcar, et en particulier Kern, réduit sérieusement la taille du groupe. Il ne reste bientôt plus que 8 coureurs en tête : Kessiakoff, Vasil Kiryienka (Movistar), Robert Kišerlovski (Astana), Christopher Horner (RadioShack-Nissan), Daniel Martin (Garmin-Sharp), Rolland, Chris Anker Sørensen (Saxo Bank-Tinkoff Bank) et Laurens ten Dam (Rabobank). Rolland accélère dans les derniers hectomètres pour gagner les points du classement de la montagne mais il est battu par Kessiakoff.
Derrière les échappés, au km 81,5 dans la montée de la Croix de Fer, Cadel Evans (BMC Racing) attaque le groupe maillot jaune comprenant 8 coureurs : le maillot jaune Bradley Wiggins (Sky), ses coéquipiers Christopher Froome, Richie Porte et Michael Rogers, Vincenzo Nibali (Liquigas-Cannondale), Thibaut Pinot (FDJ-BigMat), Jurgen Van den Broeck (Lotto-Belisol) et Janez Brajkovič (Astana). Malgré le soutien de Tejay van Garderen sorti du groupe un peu plus tôt et d'Amaël Moinard à l'avant parmi les échappés, Evans obtient 20 secondes d'avance au maximum sur Wiggins. Sous l'impulsion des coureurs de l’équipe Sky, il est repris 4 km plus loin.
À l'avant, Rolland passe en tête du col du Mollard suivi de Kiryienka et Kiserlovski. Ce trio est rejoint par C.A. Sørensen dans la descente. Rolland dérape et chute sans gravité dans un virage en épingle à 26 km de l'arrivée, il repart aussitôt et rejoint plus loin ses 3 compagnons. Les quatre hommes abordent l'ascension finale avec 1 min 15 s d'avance sur ten Dam et Velits et 3 min 30 s sur le peloton.
Dans la montée vers la Toussuire, Pierre Rolland attaque à plusieurs reprises pour décrocher ses compagnons d'échappée, il y parvient à 10 km de l'arrivée et va s'imposer en solitaire. Derrière, dans le groupe maillot jaune, Nibali, Brajkovic, Van den Broeck et Pinot attaquent et prennent une légère avance. Mais Froome et Wiggins finissent par revenir sur le quatuor tandis que le rythme élevé a raison d'Evans qui est décroché à 6,5 km de l'arrivée. Thibaut Pinot finit 2e de l'étape à 55 s de Rolland en remportant le sprint du groupe maillot jaune. Evans perd 1 min 26 s sur Wiggins et descend de la 2e à la 4e place au classement général derrière Wiggins, Froome et Nibali.
À l'occasion de cette étape, Thibaut Pinot bat le record de la montée de la Toussuire, jusque-là détenu par l'Espagnol Carlos Sastre sur le Tour de France 2006.

## Résultats

### Classement de l'étape
| Classement de la 11e étape | Classement de la 11e étape | Classement de la 11e étape | Classement de la 11e étape | Classement de la 11e étape |
|                            | Coureur                    | Pays                       | Équipe                     | Temps                      |
| -------------------------- | -------------------------- | -------------------------- | -------------------------- | -------------------------- |
| 1er                        | Pierre Rolland             | France                     | Europcar                   | en 4 h 43 min 54 s         |
| 2e                         | Thibaut Pinot              | France                     | FDJ-BigMat                 | + 55 s                     |
| 3e                         | Christopher Froome         | Royaume-Uni                | Sky                        | + 55 s                     |
| 4e                         | Jurgen Van den Broeck      | Belgique                   | Lotto-Belisol              | + 57 s                     |
| 5e                         | Vincenzo Nibali            | Italie                     | Liquigas-Cannondale        | + 57 s                     |
| 6e                         | Bradley Wiggins            | Royaume-Uni                | Sky                        | + 57 s                     |
| 7e                         | Chris Anker Sørensen       | Danemark                   | Saxo Bank-Tinkoff Bank     | + 1 min 8 s                |
| 8e                         | Janez Brajkovič            | Slovénie                   | Astana                     | + 1 min 58 s               |
| 9e                         | Vasil Kiryienka            | Biélorussie                | Movistar                   | + 2 min 13 s               |
| 10e                        | Fränk Schleck              | Luxembourg                 | RadioShack-Nissan          | + 2 min 23 s               |
| modifier                   |                            |                            |                            |                            |

### Points attribués
| Sprint intermédiaire de Saint-Étienne-de-Cuines (km 70) | Sprint intermédiaire de Saint-Étienne-de-Cuines (km 70) | Sprint intermédiaire de Saint-Étienne-de-Cuines (km 70) | Sprint intermédiaire de Saint-Étienne-de-Cuines (km 70) | Sprint intermédiaire de Saint-Étienne-de-Cuines (km 70) |
| ------------------------------------------------------- | ------------------------------------------------------- | ------------------------------------------------------- | ------------------------------------------------------- | ------------------------------------------------------- |
|                                                         | Coureur                                                 | Pays                                                    | Équipe                                                  | Point(s)                                                |
| 1er                                                     | Fredrik Kessiakoff                                      | Suède                                                   | Astana                                                  | 20                                                      |
| 2e                                                      | Peter Velits                                            | Slovaquie                                               | Omega Pharma-Quick Step                                 | 17                                                      |
| 3e                                                      | Vasil Kiryienka                                         | Biélorussie                                             | Movistar                                                | 15                                                      |
| 4e                                                      | Michele Scarponi                                        | Italie                                                  | Lampre-ISD                                              | 13                                                      |
| 5e                                                      | Alejandro Valverde                                      | Espagne                                                 | Movistar                                                | 11                                                      |
| 6e                                                      | Robert Kišerlovski                                      | Croatie                                                 | Astana                                                  | 10                                                      |
| 7e                                                      | Pierre Rolland                                          | France                                                  | Europcar                                                | 9                                                       |
| 8e                                                      | Yury Trofimov                                           | Russie                                                  | Katusha                                                 | 8                                                       |
| 9e                                                      | Ivan Basso                                              | Italie                                                  | Liquigas-Cannondale                                     | 7                                                       |
| 10e                                                     | Blel Kadri                                              | France                                                  | AG2R La Mondiale                                        | 6                                                       |
| 11e                                                     | Christopher Horner                                      | États-Unis                                              | RadioShack-Nissan                                       | 5                                                       |
| 12e                                                     | Chris Anker Sørensen                                    | Danemark                                                | Saxo Bank-Tinkoff Bank                                  | 4                                                       |
| 13e                                                     | Daniel Martin                                           | Irlande                                                 | Garmin-Sharp                                            | 3                                                       |
| 14e                                                     | Christophe Riblon                                       | France                                                  | AG2R La Mondiale                                        | 2                                                       |
| 15e                                                     | Brice Feillu                                            | France                                                  | Saur-Sojasun                                            | 1                                                       |
| modifier                                                |                                                         |                                                         |                                                         |                                                         |

| Classement de l'étape | Classement de l'étape | Classement de l'étape | Classement de l'étape  | Classement de l'étape |
| --------------------- | --------------------- | --------------------- | ---------------------- | --------------------- |
|                       | Coureur               | Pays                  | Équipe                 | Point(s)              |
| 1er                   | Pierre Rolland        | France                | Europcar               | 20                    |
| 2e                    | Thibaut Pinot         | France                | FDJ-BigMat             | 17                    |
| 3e                    | Christopher Froome    | Royaume-Uni           | Sky                    | 15                    |
| 4e                    | Jurgen Van den Broeck | Belgique              | Lotto-Belisol          | 13                    |
| 5e                    | Vincenzo Nibali       | Italie                | Liquigas-Cannondale    | 11                    |
| 6e                    | Bradley Wiggins       | Royaume-Uni           | Sky                    | 10                    |
| 7e                    | Chris Anker Sørensen  | Danemark              | Saxo Bank-Tinkoff Bank | 9                     |
| 8e                    | Janez Brajkovič       | Slovaquie             | Astana                 | 8                     |
| 9e                    | Vasil Kiryienka       | Biélorussie           | Movistar               | 7                     |
| 10e                   | Fränk Schleck         | Luxembourg            | RadioShack-Nissan      | 6                     |
| 11e                   | Cadel Evans           | Australie             | BMC Racing             | 5                     |
| 12e                   | Tejay van Garderen    | États-Unis            | BMC Racing             | 4                     |
| 13e                   | Christopher Horner    | États-Unis            | RadioShack-Nissan      | 3                     |
| 14e                   | Andreas Klöden        | Allemagne             | RadioShack-Nissan      | 2                     |
| 15e                   | Jérôme Coppel         | France                | Saur-Sojasun           | 1                     |
| modifier              |                       |                       |                        |                       |

### Cols et côtes
| Col de la Madeleine (km 40) Hors catégorie | Col de la Madeleine (km 40) Hors catégorie | Col de la Madeleine (km 40) Hors catégorie | Col de la Madeleine (km 40) Hors catégorie | Col de la Madeleine (km 40) Hors catégorie |
| ------------------------------------------ | ------------------------------------------ | ------------------------------------------ | ------------------------------------------ | ------------------------------------------ |
|                                            | Coureur                                    | Pays                                       | Équipe                                     | Point(s)                                   |
| 1er                                        | Peter Velits                               | Slovaquie                                  | Omega Pharma-Quick Step                    | 25                                         |
| 2e                                         | Fredrik Kessiakoff                         | Suède                                      | Astana                                     | 20                                         |
| 3e                                         | Christophe Kern                            | France                                     | Europcar                                   | 16                                         |
| 4e                                         | Chris Anker Sørensen                       | Danemark                                   | Saxo Bank-Tinkoff Bank                     | 14                                         |
| 5e                                         | Michele Scarponi                           | Italie                                     | Lampre-ISD                                 | 12                                         |
| 6e                                         | Pierre Rolland                             | France                                     | Europcar                                   | 10                                         |
| 7e                                         | Brice Feillu                               | France                                     | Saur-Sojasun                               | 8                                          |
| 8e                                         | Vasil Kiryienka                            | Biélorussie                                | Movistar                                   | 6                                          |
| 9e                                         | Alexandre Vinokourov                       | Kazakhstan                                 | Astana                                     | 4                                          |
| 10e                                        | Alejandro Valverde                         | Espagne                                    | Movistar                                   | 2                                          |
| modifier                                   |                                            |                                            |                                            |                                            |

| Col de la Croix-de-Fer (km 93) Hors catégorie | Col de la Croix-de-Fer (km 93) Hors catégorie | Col de la Croix-de-Fer (km 93) Hors catégorie | Col de la Croix-de-Fer (km 93) Hors catégorie | Col de la Croix-de-Fer (km 93) Hors catégorie |
| --------------------------------------------- | --------------------------------------------- | --------------------------------------------- | --------------------------------------------- | --------------------------------------------- |
|                                               | Coureur                                       | Pays                                          | Équipe                                        | Point(s)                                      |
| 1er                                           | Fredrik Kessiakoff                            | Suède                                         | Astana                                        | 25                                            |
| 2e                                            | Pierre Rolland                                | France                                        | Europcar                                      | 20                                            |
| 3e                                            | Chris Anker Sørensen                          | Danemark                                      | Saxo Bank-Tinkoff Bank                        | 16                                            |
| 4e                                            | Christopher Horner                            | États-Unis                                    | RadioShack-Nissan                             | 14                                            |
| 5e                                            | Robert Kišerlovski                            | Croatie                                       | Astana                                        | 12                                            |
| 6e                                            | Laurens ten Dam                               | Pays-Bas                                      | Rabobank                                      | 10                                            |
| 7e                                            | Daniel Martin                                 | Irlande                                       | Garmin-Sharp                                  | 8                                             |
| 8e                                            | Vasil Kiryienka                               | Biélorussie                                   | Movistar                                      | 6                                             |
| 9e                                            | Peter Velits                                  | Slovaquie                                     | Omega Pharma-Quick Step                       | 4                                             |
| 10e                                           | Christophe Kern                               | France                                        | Europcar                                      | 2                                             |
| modifier                                      |                                               |                                               |                                               |                                               |

| Col du Mollard (km 113) 2e catégorie | Col du Mollard (km 113) 2e catégorie | Col du Mollard (km 113) 2e catégorie | Col du Mollard (km 113) 2e catégorie | Col du Mollard (km 113) 2e catégorie |
| ------------------------------------ | ------------------------------------ | ------------------------------------ | ------------------------------------ | ------------------------------------ |
|                                      | Coureur                              | Pays                                 | Équipe                               | Point(s)                             |
| 1er                                  | Pierre Rolland                       | France                               | Europcar                             | 5                                    |
| 2e                                   | Robert Kišerlovski                   | Croatie                              | Astana                               | 3                                    |
| 3e                                   | Vasil Kiryienka                      | Biélorussie                          | Movistar                             | 2                                    |
| 4e                                   | Chris Anker Sørensen                 | Danemark                             | Saxo Bank-Tinkoff Bank               | 1                                    |
| modifier                             |                                      |                                      |                                      |                                      |

| La Toussuire (km 148) 1re catégorie | La Toussuire (km 148) 1re catégorie | La Toussuire (km 148) 1re catégorie | La Toussuire (km 148) 1re catégorie | La Toussuire (km 148) 1re catégorie |
| ----------------------------------- | ----------------------------------- | ----------------------------------- | ----------------------------------- | ----------------------------------- |
|                                     | Coureur                             | Pays                                | Équipe                              | Point(s)                            |
| 1er                                 | Pierre Rolland                      | France                              | Europcar                            | 20                                  |
| 2e                                  | Thibaut Pinot                       | France                              | FDJ-BigMat                          | 16                                  |
| 3e                                  | Christopher Froome                  | Royaume-Uni                         | Sky                                 | 12                                  |
| 4e                                  | Jurgen Van den Broeck               | Belgique                            | Lotto-Belisol                       | 8                                   |
| 5e                                  | Vincenzo Nibali                     | Italie                              | Liquigas-Cannondale                 | 4                                   |
| 6e                                  | Bradley Wiggins                     | Royaume-Uni                         | Sky                                 | 2                                   |
| modifier                            |                                     |                                     |                                     |                                     |

## Classements à l'issue de l'étape

### Classement général
| Classement général | Classement général    | Classement général | Classement général  | Classement général  |
|                    | Coureur               | Pays               | Équipe              | Temps               |
| ------------------ | --------------------- | ------------------ | ------------------- | ------------------- |
| 1er                | Bradley Wiggins       | Royaume-Uni        | Sky                 | en 48 h 43 min 53 s |
| 2e                 | Christopher Froome    | Royaume-Uni        | Sky                 | + 2 min 5 s         |
| 3e                 | Vincenzo Nibali       | Italie             | Liquigas-Cannondale | + 2 min 23 s        |
| 4e                 | Cadel Evans           | Australie          | BMC Racing          | + 3 min 19 s        |
| 5e                 | Jurgen Van den Broeck | Belgique           | Lotto-Belisol       | + 4 min 48 s        |
| 6e                 | Haimar Zubeldia       | Espagne            | RadioShack-Nissan   | + 6 min 15 s        |
| 7e                 | Tejay van Garderen    | États-Unis         | BMC Racing          | + 6 min 57 s        |
| 8e                 | Janez Brajkovič       | Slovénie           | Astana              | + 7 min 30 s        |
| 9e                 | Pierre Rolland        | France             | Europcar            | + 8 min 31 s        |
| 10e                | Thibaut Pinot         | France             | FDJ-BigMat          | + 8 min 51 s        |
| modifier           |                       |                    |                     |                     |

### Classement par points
| Classement par points | Classement par points | Classement par points | Classement par points | Classement par points |
| --------------------- | --------------------- | --------------------- | --------------------- | --------------------- |
|                       | Coureur               | Pays                  | Équipe                | Point(s)              |
| 1er                   | Peter Sagan           | Slovaquie             | Liquigas-Cannondale   | 232 points            |
| 2e                    | Matthew Goss          | Australie             | Orica-GreenEDGE       | 205 pts               |
| 3e                    | André Greipel         | Allemagne             | Lotto-Belisol         | 172 pts               |
| modifier              |                       |                       |                       |                       |

### Classement du meilleur grimpeur
| Classement du meilleur grimpeur | Classement du meilleur grimpeur | Classement du meilleur grimpeur | Classement du meilleur grimpeur | Classement du meilleur grimpeur |
| ------------------------------- | ------------------------------- | ------------------------------- | ------------------------------- | ------------------------------- |
|                                 | Coureur                         | Pays                            | Équipe                          | Point(s)                        |
| 1er                             | Fredrik Kessiakoff              | Suède                           | Astana                          | 66 points                       |
| 2e                              | Pierre Rolland                  | France                          | Europcar                        | 55 pts                          |
| 3e                              | Chris Anker Sørensen            | Danemark                        | Saxo Bank-Tinkoff Bank          | 39 pts                          |
| modifier                        |                                 |                                 |                                 |                                 |

### Classement du meilleur jeune
| Classement général du meilleur jeune | Classement général du meilleur jeune | Classement général du meilleur jeune | Classement général du meilleur jeune | Classement général du meilleur jeune |
|                                      | Coureur                              | Pays                                 | Équipe                               | Temps                                |
| ------------------------------------ | ------------------------------------ | ------------------------------------ | ------------------------------------ | ------------------------------------ |
| 1er                                  | Tejay van Garderen                   | États-Unis                           | BMC Racing                           | en 48 h 50 min 50 s                  |
| 2e                                   | Thibaut Pinot                        | France                               | FDJ-BigMat                           | + 1 min 54 s                         |
| 3e                                   | Rein Taaramäe                        | Estonie                              | Cofidis                              | + 23 min 50 s                        |
| modifier                             |                                      |                                      |                                      |                                      |

### Classement par équipes
| Classement par équipes | Classement par équipes | Classement par équipes | Classement par équipes |
|                        | Équipe                 | Pays                   | Temps                  |
| ---------------------- | ---------------------- | ---------------------- | ---------------------- |
| 1re                    | RadioShack-Nissan      | Luxembourg             | en 146 h 24 min 13 s   |
| 2e                     | Sky                    | Royaume-Uni            | + 12 min 31 s          |
| 3e                     | Astana                 | Kazakhstan             | + 31 min 59 s          |
| modifier               |                        |                        |                        |

## Abandons
- Fabian Cancellara (RadioShack-Nissan) : non-partant
- Yuriy Krivtsov : hors-délais
- Gustav Larsson (Vacansoleil-DCM) : abandon
- Bauke Mollema (Rabobank) : abandon
- Alessandro Petacchi : hors-délais
- Mark Renshaw (Rabobank) : abandon
- Rob Ruijgh (Vacansoleil-DCM) : abandon
- Lieuwe Westra (Vacansoleil-DCM) : abandon